# Casanova (Benatzky)
Casanova är en operett i tre akter med musik av Ralph Benatzky och libretto av Rudolph Schanzer och Ernst Welisch. Musiken bygger huvudsakligen på operetten Cagliostro in Wien av Johann Strauss den yngre som Benatzky arrangerade om.

## Historia
Världspremiären ägde rum den 1 september 1928 på Großes Schauspielhaus i Berlin. Teaterchefen Erik Charell, som tidigare bara satt upp revyer, fick med operetten en stor framgång. Till operetten engagerades "Jackson Boys" och tolv "Sunshine Girls" från London. Musiken jazzades upp med nya rytmer. Men det fanns också "klassiska" balettnummer med tåspetsdans. I musiken införlivades två verk av Johann Strauss den yngre: valsen Aeols-Töne op. 68 och valsen från Strauss-operetten Blindekuh. Benatzky använde dessa stycken i nunnornas kör och Lauras sång.